# ميكائيل بيرون
ميكائيل بيرون (بالفرنسية: Mickaël Biron)‏ هو لاعب كرة قدم فرنسي، ولد في 1997 في مارتينيك في فرنسا.

## وصلات خارجية
- ميكائيل بيرون على موقع قاعدة بيانات كرة القدم.إي يو (الإنجليزية)
- ميكائيل بيرون على موقع ليكيب (الفرنسية)
- ميكائيل بيرون على موقع ناشيونال فوتبول تيمز (الإنجليزية)
- ميكائيل بيرون على موقع Soccerway.com (الإنجليزية)